# Cathédrale Saint-Jacques de Toronto
Cette  cathédrale ne doit pas être confondue avec une autre cathédrale de Toronto.
 D’autres cathédrales portent le nom de cathédrale Saint-Jacques.
La cathédrale Saint-Jacques, ou Cathedral Church of St. James en anglais, est une cathédrale de l'Église anglicane du Canada située à Toronto, en Ontario, au Canada. Le lieu de culte a été fondé en 1797, mais l'édifice actuel, de style architectural néogothique, a été bâti entre 1849 et 1853, devenant à son époque l'un des plus importants bâtiments de Toronto.

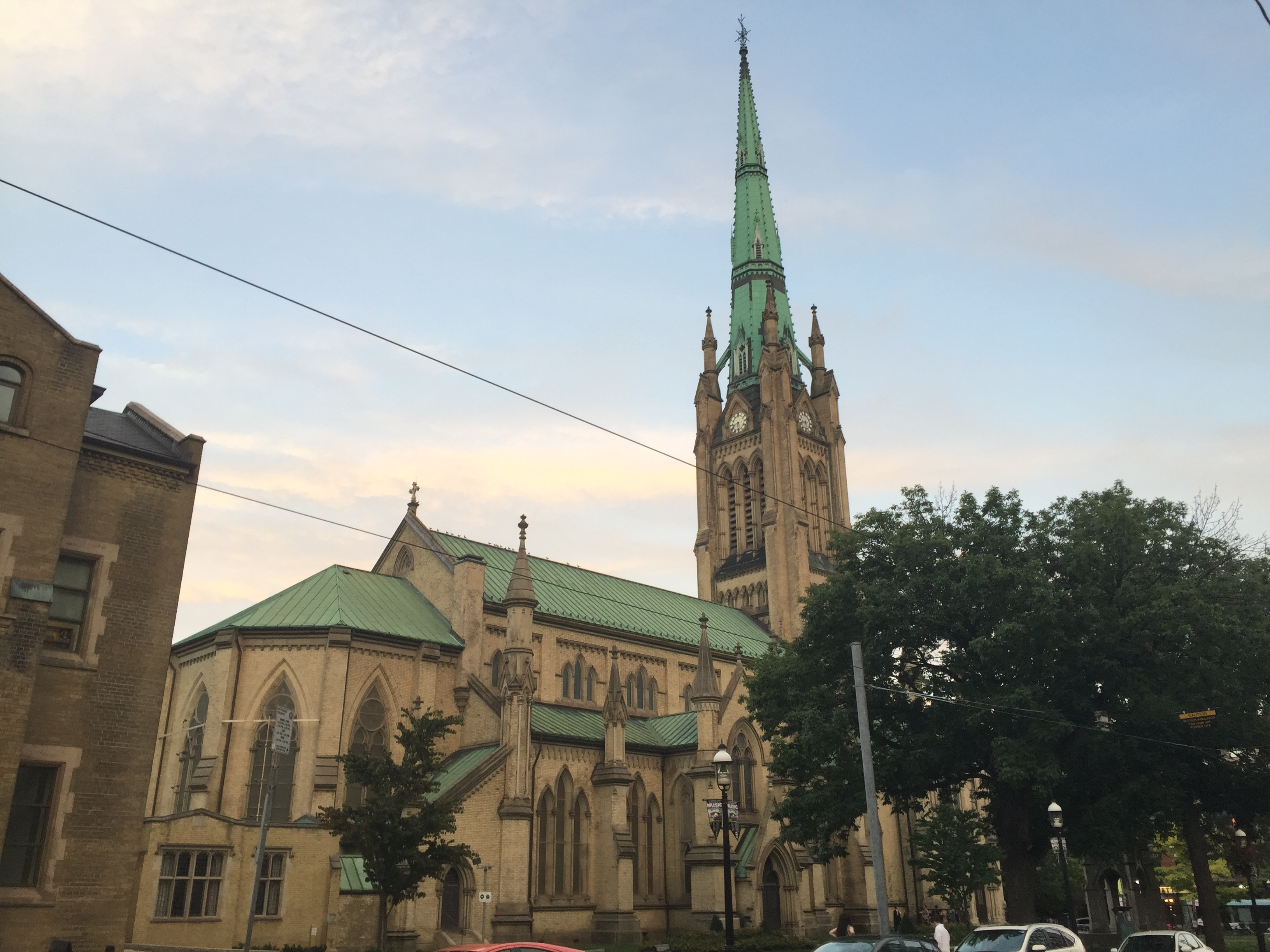
Cathédrale Saint-Jacques de Toronto (St. James Cathedral).